# Iepenkruikje
Het iepenkruikje (Splanchnonema foedans) is een schimmel die behoort tot de familie Pleomassariaceae. Het leeft saprotroof in loofbossen op dode twijgen van de iep (Ulmus) en de netelboom (Celtis).

## Kenmerken
De ascosporen meten (38)-48-55 × (12)15-18(-23) µm.

## Verspreiding
In Nederland komt het zeer zeldzaam voor.